# Entrada (críquet)
Una entrada en críquet es el periodo de tiempo en que uno de los equipos tiene su turno ofensivo. Un juego de críquet normalmente tiene una o dos entradas por equipo. "Entrada" también refiere al periodo de tiempo en que un bateador tiene su turno ofensivo (tiempo al bate o tiempo de ser corredor).

## Entrada del equipo
Una entrada consiste en los lanzamientos de la pelota por los jugadores defensivos a los bateadores; en cada lanzamiento hay un periodo de tiempo en que la pelota está viva.
La entrada acaba cuando:
- Todos menos uno de los bateadores de un equipo son eliminados
- Uno de los equipos ha acabado con todas sus entradas, y el otro equipo anota más puntos en una de sus entradas (entonces ese equipo ha exitosamente "cazado" su "objetivo", que es el número necesario de carreras para ganar[1])[2]
- El límite de lanzamientos legales ha sido logrado (por ejemplo, si 120 lanzamientos legales han sido hechos en críquet T20)[3]

Un capitán también puede voluntariamente acabar la entrada de su equipo si quiere. Esto pasa mucho en Test cricket, porque los equipos tienen solamente 5 días para jugar y no pueden ganar sin que el equipo con menos carreras completa todas sus entradas dentro del límite de tiempo.

### Método de Duckworth-Lewis-Stern
Si no es posible que ambos equipos juegan todos los lanzamientos legales que deben recibir en sus entradas (a debido a lluvia u otras razones), entonces se usa el Duckworth-Lewis-Stern method para calcular cuántas carreras necesitan anotar los equipos para ganar. Si un equipo tuvo el tiempo para completar su entrada, pero el otro equipo no, entonces el primer equipo pierde algunas de sus carreras así que es más fácil y más posible que el segundo equipo gane. Es necesario que ambos equipos han bateado un mínimo número de lanzamientos para poder haber un resultado por este método.

### Super Over
Si hay un empate durante el juego, entonces los equipos juegan una entrada adicional que se llama el "Super Over". Esta entrada es limitada a 6 lanzamientos legales, y se juega más Super Overs si es necesario para que un equipo gana el juego.

## Entrada del bateador
Cuando un bateador entra el campo para jugar, él comienza su entrada y puede ser un striker (el bateador al bate) o non-striker (esencialmente un corredor). Él puede correr entre las zonas seguras, así cambiándose entre los dos roles. Su entrada termina cuando la entrada de su equipo acaba o cuando él sea eliminado.